# Khen ngợi
Khen ngợi hay ca ngợi (như một hình thức tương tác xã hội) thể hiện sự công nhận, trấn an hoặc ngưỡng mộ. Khen ngợi được thể hiện bằng lời nói cũng như bằng ngôn ngữ cơ thể (nét mặt và cử chỉ).
Khen ngợi bằng lời nói bao gồm đánh giá tích cực về các thuộc tính hoặc hành động của người khác, trong đó người đánh giá giả định tính hợp lệ của các tiêu chuẩn mà người nói dựa trên đó để đánh giá.    
Là một hình thức thao túng xã hội, khen ngợi trở thành một hình thức khen thưởng và giúp củng cố hành vi bằng cách điều chỉnh. Ảnh hưởng của lời khen ngợi đối với một cá nhân có thể phụ thuộc vào nhiều yếu tố, bao gồm bối cảnh, ý nghĩa mà lời khen ngợi có thể truyền đạt, đặc điểm và cách hiểu của người nhận. Mặc dù lời khen ngợi có thể chia sẻ một số mối quan hệ tiên đoán (cả tích cực và tiêu cực) với phần thưởng hữu hình (vật chất), nhưng lời khen ngợi có xu hướng ít nổi bật và được mong đợi hơn, truyền đạt nhiều thông tin hơn về năng lực và thường được đưa ra ngay sau hành vi mong muốn.
Khen ngợi khác biệt với sự thừa nhận hoặc phản hồi (các hình thức công nhận trung lập hơn) và với sự khuyến khích (thể hiện là hướng tới tương lai).
Khen ngợi được đưa ra trên toàn bộ hệ thống phân cấp xã hội, và cả trong nhóm trong và nhóm ngoài; nó là một khía cạnh quan trọng trong việc quy định thứ bậc xã hội và duy trì sự gắn kết của nhóm, ảnh hưởng đến khả năng hoạt động chính trị và biến động xã hội. Khi được đưa ra bởi một cá nhân thống trị, nó sẽ có hình thức là sự công nhận và trấn an, làm giảm khả năng hoạt động chính trị nhằm vào khi một người phục tùng một cá nhân thống trị đưa ra, nó sẽ có hình thức là tôn trọng, ngưỡng mộ hoặc vui mừng, hoặc tôn sùng. Ca ngợi các vị thần có thể là một phần của các nghi thức và thực hành tôn giáo.